# Anioł Stróż (religioznawstwo)

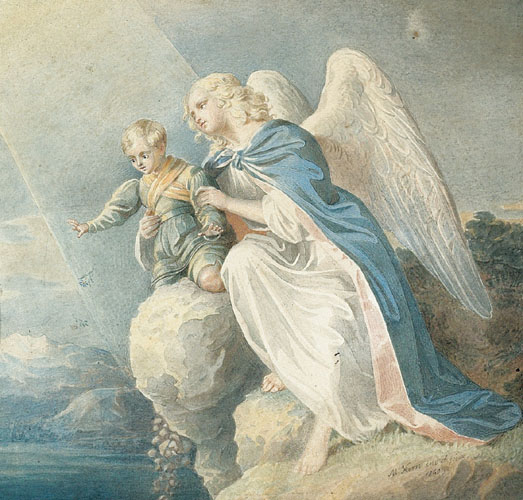
Matthäus Kern: Anioł Stróż (1840)

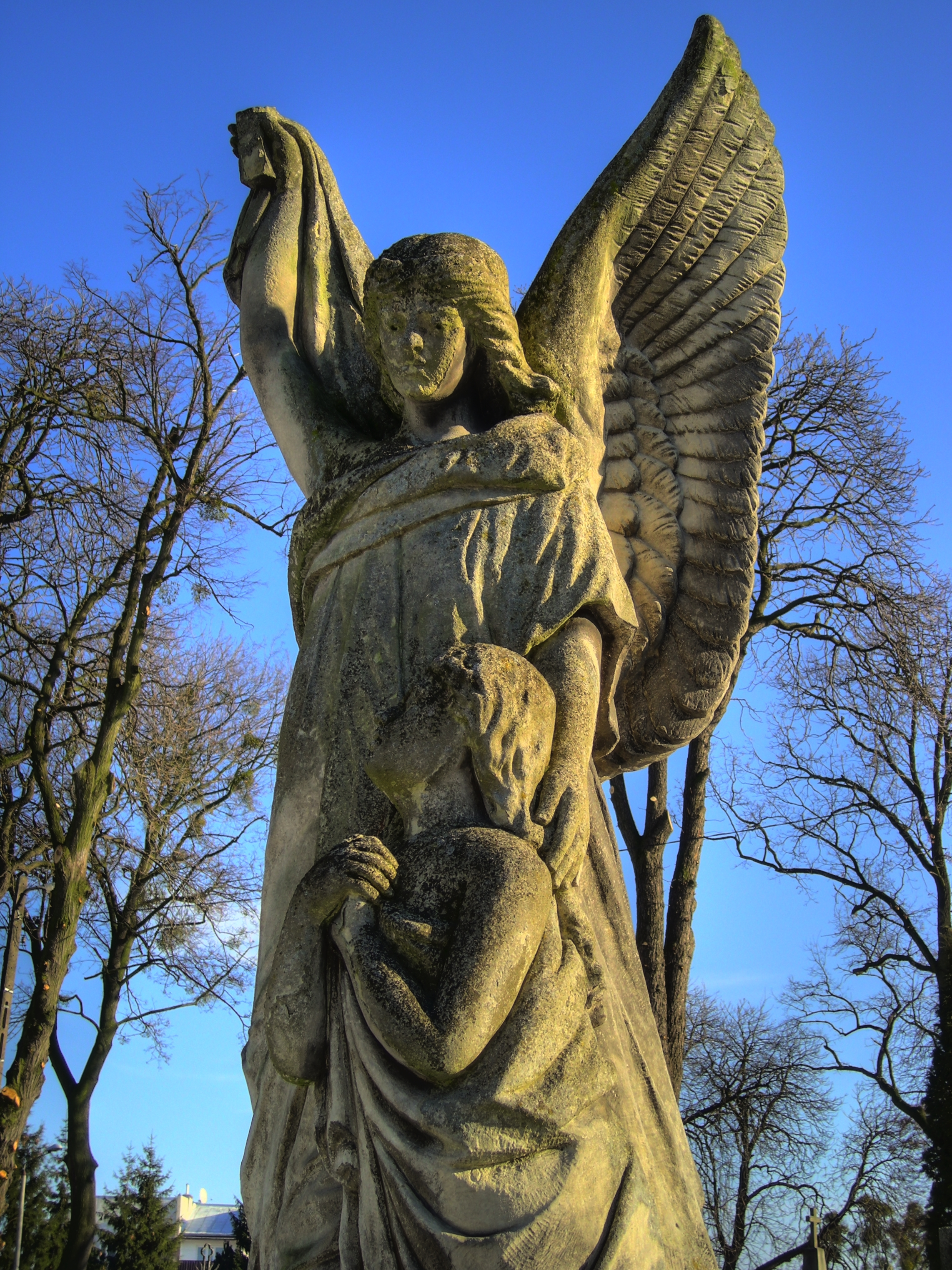
Figura Anioła Stróża na cmentarzu w Krasnymstawie

Anioł Stróż – w chrześcijaństwie istota niematerialna, anioł, mająca pośredniczyć między Bogiem a człowiekiem i pełnić funkcję indywidualnego opiekuna. Według tego poglądu, każdy człowiek ma swojego Anioła Stróża przydzielonego przez Boga. Swoich Aniołów Stróżów mają także niektóre wspólnoty ludzkie, takie jak narody/państwa, czy parafie.

## Teologia
W Katechizmie Kościoła Katolickiego jest napisane, że: „Życie ludzkie od dzieciństwa aż do zgonu jest otoczone opieką i wstawiennictwem aniołów: każdy wierny ma u swego boku anioła jako opiekuna i stróża, by prowadził go do życia” (KKK, 336).
Wiara w anioły opiera się m.in. na tekstach biblijnych. W Psalmie 91 jest napisane: „swoim aniołom dał rozkaz o tobie, aby cię strzegli na wszystkich twych drogach. Na rękach będą cię nosili, abyś nie uraził swej stopy o kamień” (Ps 91, 11). Księga Wyjścia informuje, że wspólnota, jaką był naród izraelski też miała swojego anioła, którym był w przypadku Izraelitów Archanioł Michał. W Księdze Daniela jest nazywany „obrońcą ludu izraelskiego”.
Księga Powtórzonego Prawa (Pwt 32,8), informuje: „Kiedy Najwyższy rozgraniczał narody i rozpraszał synów Adama, wtedy ludom wyznaczył granice wedle liczby aniołów Bożych”.
Pogląd, że aniołowie są też stróżami parafii (Kościołów lokalnych) wywodzi się z Apokalipsy (Ap 1, 20). W Apokalipsie św. Jan słyszy, że ma napisać listy do „Aniołów siedmiu kościołów”.

## Ikonografia
Motyw ikonograficzny szczególnie popularny od XVII wieku. Wtedy też zaczęły powstawać modlitwy do Anioła Stróża. Przedstawiany głównie jako towarzysz dziecka, czasami osłania je tarczą.
Papież Paweł V ustanowił wspomnienie liturgiczne Świętych Aniołów Stróżów, które w Kościele rzymskokatolickim i starokatolickim obchodzone jest 2 października.